# 联邦选举委员会 (缅甸)
联邦选举委员会，是缅甸联邦共和国的国家级选举委员会，负责组织和监督缅甸的选举，以及对议会的候选人和政党的审查。

## 历史
缅甸的联邦选举委员会在2010年3月8日依照该国颁布的《联邦选举委员会法》而成立，首任主席是前少将吴登索，这一任命遭到了媒体的嘲笑。2011年2月18日，前中将兼国家和平与发展委员会成员丁埃接替吴登索被联邦议会任命为新的委员会主席。2012年，联邦选举委员会因在议会补选期间的表现缺乏独立性和公正性而受到联合国和一些团体的批评。联合国还注意到联邦选举委员会未能跟进对选举和投票程序的投诉。
在2015年缅甸大选期间，全国民主联盟以压倒性优势获胜，总统廷觉任命拉廷担任新一届委员会主席。2021年，缅甸军方发动政变，以选举存在欺诈和投票违规为由推翻了2020年的缅甸大选结果，拉廷在政变中被军政府逮捕，2月3日，军政府任命了新的联邦选举委员会成员，主席则由第一位担任该职务的吴登索回任。2022年7月，缅甸军方组织的特别法庭以违反缅甸刑法典第130(a)条为由将委员会前主席拉廷和两名委员会成员判刑。

## 历任主席
| 姓名   | 缅甸语 | 任期                        | 肖像 | 备注                             |
| ------ | ------ | --------------------------- | ---- | -------------------------------- |
| 吴登索 | သိန်းစိုး    | 2010年3月8日—2011年3月30日  |      | 缅甸联邦的军政府任命，前少将     |
| 丁埃   | တင်အေး    | 2011年3月30日—2016年3月30日 |      | 前中将兼国家和平与发展委员会成员 |
| 拉廷   | လှသိန်း    | 2016年3月30日—2021年2月2日  |      | 在政变中遭军方罢黜               |
| 吴登索 | သိန်းစိုး    | 2021年2月2日至今            |      | 回任此职务                       |